# SP Tre Fiori
Società Polisportiva Tre Fiori je fotbalový klub ze San Marina, z města Fiorentino. Založen byl v roce 1949. Sedmkrát se stal mistrem San Marina (1987–88, 1992–93, 1993–94, 1994–95, 2008–09, 2009–10, 2010–11), sedmkrát získal sanmarinský fotbalový pohár (1966, 1971, 1974, 1975, 1985, 2010, 2019).

## Výsledky v evropských pohárech
| Sezóna  | Soutěž           | Kolo        | Soupeř            | Doma | Venku | Celkem |
| ------- | ---------------- | ----------- | ----------------- | ---- | ----- | ------ |
| 2009/10 | Liga mistrů UEFA | 1. předkolo | UE Sant Julià     | 1–1  | 1–1   | 2–2    |
| 2010/11 | Liga mistrů UEFA | 1. předkolo | FK Rudar Pljevlja | 0–3  | 1–4   | 1–7    |
| 2011/12 | Liga mistrů UEFA | 1. předkolo | Valletta FC       | 0–3  | 1–2   | 1–5    |